# Kościół św. Katarzyny w Czechowicach-Dziedzicach
Kościół świętej Katarzyny – rzymskokatolicki kościół parafialny należący do dekanatu Czechowice-Dziedzice diecezji bielsko-żywieckiej.

## Historia i architektura
Obecna świątynia została wzniesiona w latach 1722-1729, dzięki staraniom księdza Walentego Martiusa i dzięki wsparciu finansowemu ówczesnego waściciela, Franciszka Karola Kotulińskiego. Jest to murowana budowla, orientowana, czyli z prezbiterium skierowanym w stronę wschodnią. Wybudowana została na planie krzyża łacińskiego, w stylu barokowym. Wnętrze kościoła jest jednonawowe, znajdują się w nim barokowa ambona, ołtarze, cenne rzeźby i obrazy, np. obraz "Pożegnanie Piotra i Pawła" z XVII wieku.
Od strony zachodniej, nad kruchtą, znajduje się wieża na planie kwadratu, nakryta pięknym, baniastym dachem hełmowym; gzyms pod nim został poprowadzony półkoliście, znajduje się w nim tarcza zegarowa. Nawa główna jest przecięta transeptem z krótkimi ramionami, dalej jest umieszczone zamknięte trójbocznie prezbiterium. świątynia nakryta jest dachem dwuspadowym, ozdobionym sygnaturką. Nad portalem wejścia głównego znajduje się efektowny kartusz herbowy Kotulińskich, a na jednej ze ścian jest umieszczona tablica „Poległym obywatelom tutejszej parafii w wojnie światowej”.
W czasie drugiej wojny światowej świątynia mocno ucierpiała – wieża została prawie całkowicie zniszczona, podobnie dach. W 1942 roku Niemcy wywieźli dzwony i wszystkie chorągwie z polskimi napisami. Jednak zaraz po zakończeniu wojny rozpoczęto odbudowę kościoła. W budynku znajduje się pozostałość pocisku, który podczas bombardowania w 1945 roku zniszczył sklepienie nad ołtarzem głównym – została wmurowana w zewnętrzną ścianę świątyni w miejscu, w którym uderzył pocisk.
W latach 2014–2015 konserwacji poddano obraz Zaślubiny św. Katarzyny, jak również dwie rzeźby z XVIII-wiecznego ołtarza głównego.

## Organy
Do oprawy muzycznej uroczystości kościelnych były używane mechaniczne, jednoklawiaturowe organy, zbudowane przez Karla Kuttlera z Opawy. Obecne organy zostały wybudowane przez Gintera Miklisa z Zabrza i charakteryzuje się pełnym i mocnym brzmieniem o zabarwieniu romantycznym. Obecnie po remoncie nadal są używane podczas czynności liturgicznych i działalności koncertowej.

## Kartusz
W półkolistym frontonie nad wejściem do kościoła umieszczono kartusz z herbami fundatora i jego żony oraz datą 1729. Litery na wstęgach: F.C.G.K.F.V.K. (Franz Carl Graf Kottulinsky Freiherr Von Kottulin - lewa) oraz M.A.G.V.R. (Maria Antonina Grafin Von Rottal - prawa). 

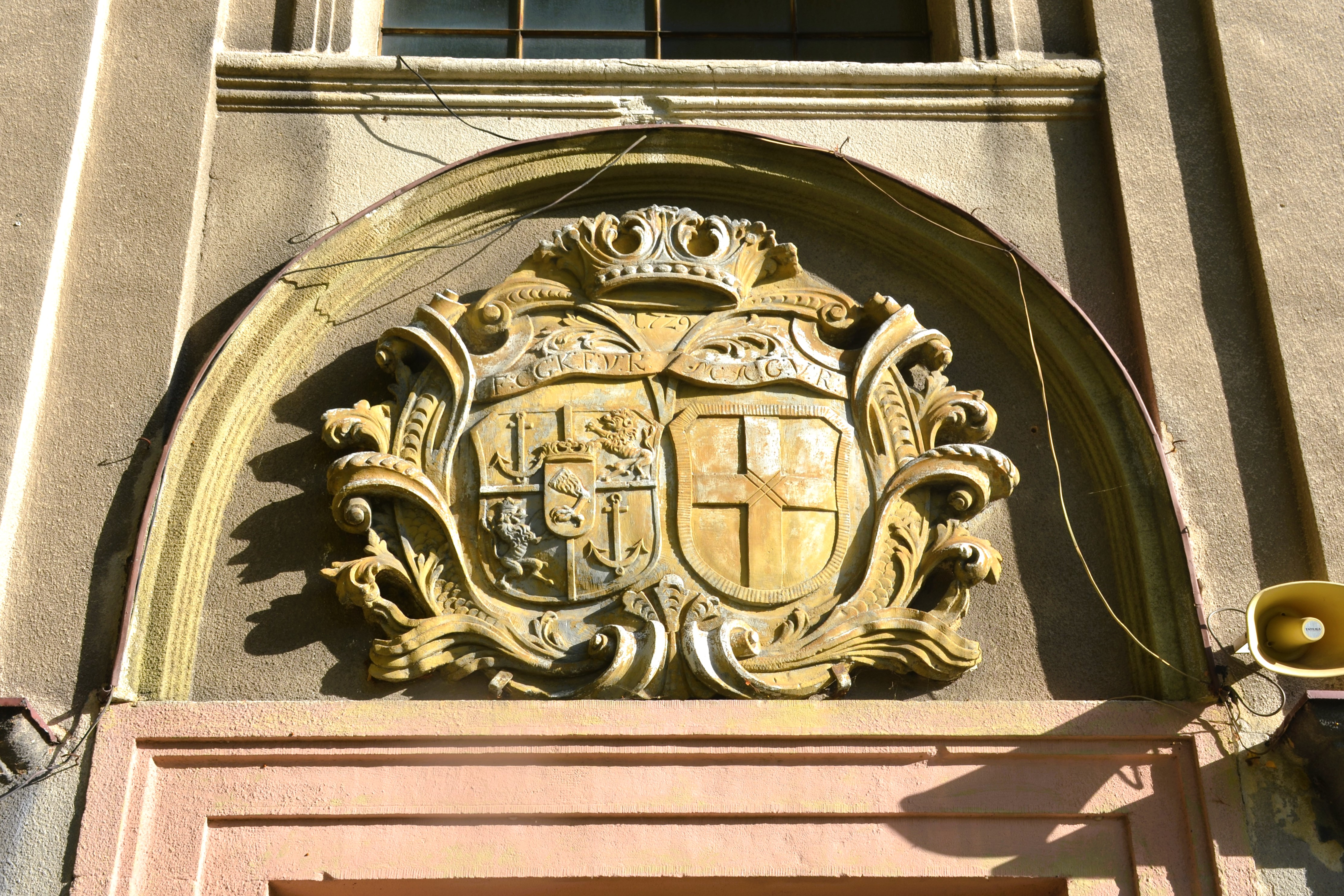
Kartusz z herbami:
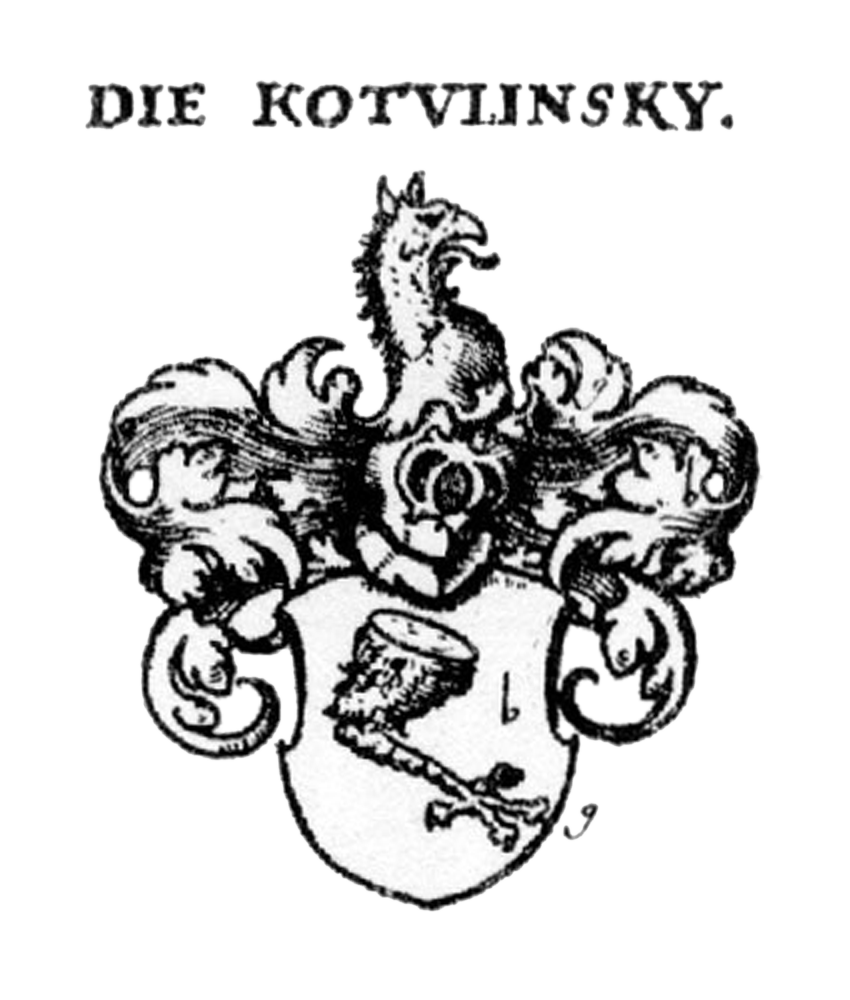
Von Kotulinsky - rodowy
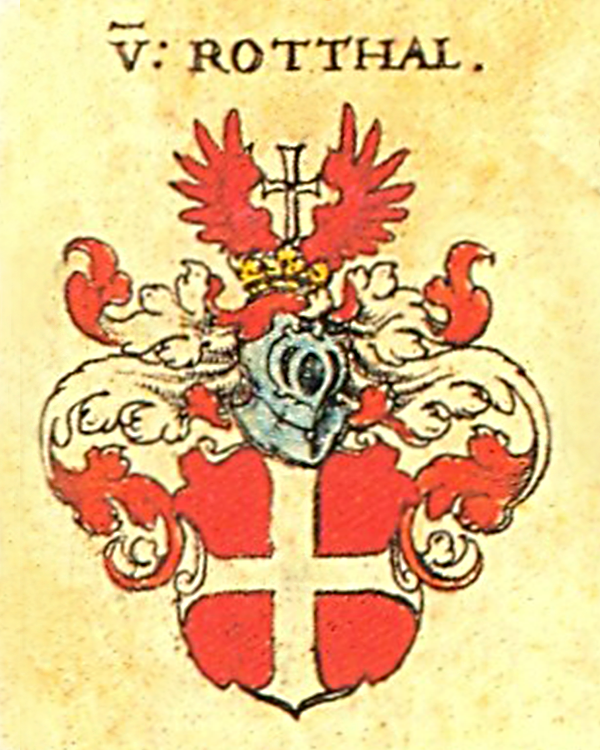
Von Rotthal